# List auf Sylt
List auf Sylt, innan 31 december 2008 List, är en kommun med orten List i Kreis Nordfriesland i förbundslandet Schleswig-Holstein i Tyskland.
Kommunen ingår i kommunalförbundet Amt Landschaft Sylt tillsammans med ytterligare 3 kommuner.